# David Accam
David Accam, född den 28 september 1990 i Accra, är en ghanansk professionell fotbollsspelare som spelar för Nashville i Major League Soccer (MLS). Han har tidigare spelat för Östersund och Helsingborg.

## Klubbkarriär
Accam inledde sin karriär vid Right to Dream Academy. Efter att ha skrivit på för Ledbury Town när han studerade vid Hartpury College, gjorde Accam mål för dem i sin debutmatch i december 2009. Säsongen 2010/11 spelade Accam för den engelska klubben Evesham United, och deltog därefter i den av Nike anordnade tävlingen "The Chance". I "The Chance" var han en av åtta vinnare som fick spela ett helår med Nike Football Academy under säsongen 2011/12.
I mars 2012 skrev Accam kontrakt med svenska Östersund i Division 1 norra (svenska tredjedivisionen). Tiden i Östersund blev lyckad och det väckte intresset hos Helsingborg. I augusti 2012 värvades Accam av HIF, med tanken att lånas ut tillbaka till Östersund under återstoden av säsongen. HIF valde dock att kalla in Accam omgående för att stärka truppen inför det stundande kvalet till Champions League mot Celtic. Övergångssumman på två miljoner kronor var den högsta transfersumma som någonsin betalats till en svensk division 1-klubb.
I Helsingborgs premiärmatch av Allsvenskan 2013 gjorde Accam två mål i en 3–0-hemmavinst över Djurgården. 2014 blev Accam utsedd till Årets HIF:are.
I december 2014 skrev Accam på för den amerikanska klubben Chicago Fire.
Den 16 maj 2019 värvades Accam av Nashville på ett kontrakt med start den 1 januari 2020. I januari 2021 lånades Accam ut till Hammarby på ett låneavtal över säsongen 2021.

## Landslagskarriär
Accam blev i mars 2013 uttagen för första gången i Ghanas landslag, men debuten dröjde till november 2014.